# São Gabriel Arcanjo em Acqua Traversa (título cardinalício)
O título cardinalício de São Gabriel Arcanjo em Acqua Traversa foi instituido pelo Papa João Paulo II em 28 de junho de 1988.

## Titulares protetores
- Jean Margéot (1988 - 2009)
- José Manuel Estepa Llaurens (2010 - 2019)
- Fridolin Ambongo Besungu, O.F.M.Cap. (2019 - atual)